# Carlos Soler Perdigó
Carlos Soler Perdigó (Barcelona, 12 de septiembre de 1932-Gerona, 9 de diciembre de 2023) fue un obispo católico, teólogo y canonista español.Fue  1991 y 2001 fue obispo auxiliar de Barcelona (1991-2001) y obispo de Gerona (2001-2008).

## Biografía
Carlos nació el 12 de septiembre de 1932, en la ciudad española de Barcelona, Cataluña.
En 1949, tras realizar estudios en la Escuela de Altos Estudios Mercantiles de Barcelona, obtuvo el título de perito mercantil.
Estudió Humanidades y Filosofía en el Seminario Conciliar de Barcelona. En 1961, tras realizar estudios en la  Pontificia Universidad Gregoriana (PUG), obtuvo la licenciatura en Teología.
En 1971, tras un breve período en Lovaina, regresó a la PUG, obteniendo la licenciatura en Derecho Canónico en 1973.

### Sacerdocio
Su ordenación sacerdotal fue el 19 de marzo de 1960, en la capilla del Colegio Español de Roma; incardinándose en la entonces diócesis de Barcelona.
- Profesor (1961-1963), vicerrector y profesor (1964-1967) y rector (1967-1970) del Seminario Menor.
- Superior del Seminario Mayor (1963-1964).[4]
- Secretario del Consejo Presbiteral (1973-1977).
- Secretario general (1973-1974) y juez (1974-1990) del Tribunal Eclesiástico Diocesano.
- Vicario judicial adjunto (1975-1990).[4]
- Consiliario diocesano de Acción Católica de la Mujer (1983-1985).
- Responsable del departamento de Profesores y Maestros cristianos de la Delegación diocesana de Enseñanza (1984).
- Párroco de San Pío X, en Barcelona (1985-1991).
- Vicario episcopal de la Subzona 1-4 de Barcelona Centro (1989-1990).
- Vicario episcopal de la zona 12 de El Maresme, del Vallés Oriental y del Arciprestazgo de Moncada (1990-1991).[4]

### Episcopado
El 16 de julio de 1991, el papa Juan Pablo II lo nombró obispo titular de Pandosia y obispo auxiliar de Barcelona. Fue consagrado el 22 de septiembre del mismo año, en la Basílica de Santa María del Mar, a manos del arzobispo Ricard Maria Carles.
- Vicario general y responsable de la Demarcación episcopal del Vallés (1991-2001).
- Secretario general de la Conferencia Episcopal Tarraconense (CET) (1992-1996).[5]
- Miembro de la Comisión episcopal del Clero, en la Conferencia Episcopal Española (CEE) (1993-2002).[6]
- Presidente del Comité para el Diaconado Permanente, en la CEE (1992-2001).

El 30 de octubre de 2001, fue nombrado obispo de Gerona. Tomó posesión canónica el 16 de diciembre del mismo año.
- Miembro de la Comisión episcopal de Pastoral (2002-2008) y presidente de la Comisión episcopal de Turismo, Santuarios y Peregrinaciones, en la CEE (2001-2008).[6]
- Presidente del Secretariado Interdiocesano de Pastoral de Turismo y Santuarios en la CET.

En 2003, decretó establecer un Plan diocesano para la agrupación de parroquias, Presentó el Plan pastoral para Laicos e inauguró las residencias sacerdotales de Bañolas y Olot.
En 2004 estableció el Servicio diocesano del Catecumenado y comenzó los trabajos de restauración del cuarto piso del edificio del seminario diocesano donde residen los estudiantes del propedeutico. También inauguró la Librería diocesana "Casa Carles" y reestructuró los servicios curiales con el traslado de las oficinas de la Vicaría Judicial a la Casa Carles.
En 2005 introdujo el diaconado permanente en la diócesis y creó la Pía Fundació Autònoma Sant Martí.
En 2006 creó la Secretaría diocesana para el Diálogo Interreligioso, inició las obras de restauración de la Iglesia de San Félix de Gerona y dispuso el traslado de todos los depósitos del Archivo diocesano al edificio del seminario diocesano.
En 2007 se inauguró el Casal "Bisbe Cartañà" y decretó la creación de oficinas interparroquiales para unidades pastorales y arciprestales. En ese mismo año, presentó su renuncia como lo establece el Código de Derecho Canónico. El 16 de julio de 2008, el papa Benedicto XVI aceptó su renuncia, como obispo de Gerona, nombrado a su sucesor al mismo tiempo.
Tras su retiro, se quedó a vivir en la residencia sacerdotal del arciprestazgo Bañolas, colaborando en las parroquias del Pla de l'Estany y al obispo diocesano.

### Fallecimiento
Falleció el 9 de diciembre de 2023, a la edad los 91 años, en la residencia sacerdotal "Bisbe Sivilla" de Gerona, a las 5 de la madrugada.
La capilla ardiente se instaló el 12 de diciembre, horas antes del funeral, que tuvo lugar en la Catedral de Gerona; donde fue sepultado en el centro de la nave catedralicia.Durante la ceremonia, también se conoció el testamento espiritual de Soler, escrito en 2017.